# 1973年の映画
1973年の映画（1973ねんのえいが）では、1973年（昭和48年）の映画分野の動向についてまとめる。
1972年の映画 - 1973年の映画 - 1974年の映画

## 出来事

### 世界
- 1月27日 - 米国、ベルナルド・ベルトルッチ監督『ラストタンゴ・イン・パリ』公開[1]、世界的ヒット[2]。
- 2月8日 - フランス、コスタ＝ガヴラス監督『戒厳令』公開[3][2]。
- 4月 - 黒澤明監督がソ連の資金で映画『デルス・ウザーラ』の製作を開始する[4][2]。
- 5月14日 - 東映動画、長編動画『パンダの大冒険』（演出:芹川有吾）、第19回アジア映画祭で特別創作芸術賞受賞[5]。
- 5月24日 - フランス、フランソワ・トリュフォー監督『アメリカの夜』公開[6][2]。
- 5月29日 - マレーシアの著名な映画監督、俳優兼歌手であるP・ラムリーが心臓病で亡くなりました。彼は44歳でした。彼の生涯で66本の映画に出演し、359曲の歌を歌いました[7][8]。
- 7月20日 - イギリス領香港、ブルース・リー急死[9][2][注 1]。
- 8月31日 - 映画監督ジョン・フォード（79歳）死去[10][11]。
- 9月20日 - MGM、映画配給業務の中止と製作規模の縮小を発表[12]。
- 12月26日 - 米国、ウィリアム・フリードキン監督『エクソシスト』公開[13]、世界的ヒット[2]。
- 月日不詳
  - イタリア、『ラスト・タンゴ、イン・パリ』に出演したマーロン・ブランドとマリア・シュナイダー、ポルノ裁判で有罪となる[2]。

### 日本
- 1月
  - 昭和47年度全国映画館数2673館（前年比301館減）、入場者数1億8739万人（前年比86.5%）と以後、〔2022年〕現在にいたるまで映画館入場者数は1億人台[14][15]。興行収入769億7100万円（前年比97.1%）[14][15]。
  - 1月1日 - 東映、東映フライヤーズ球団を日拓ホームへ譲渡[16][17]。2月7日、パ・リーグ実行委員会が承認[18]。
  - 1月7日 - 大蔵省、映画の入場税1000円以下現行10パーセントを5パーセントへ軽減を4月1日から実施すると内定[19]。国会の遅延により4月27日より実施[20]。
  - 1月13日 - 東映、『仁義なき戦い』（深作欣二監督、併映『女番長』）、前年の『関東緋桜一家』を超える大ヒット[21][14][22]。社会的にも話題を呼び、以後、東映映画は「実録路線」で隆盛を迎える[14]。主演の菅原文太は一躍東映のエースに[21]。
  - 1月15日 
    - 有吉佐和子のベストセラー『恍惚の人』の映画化（豊田四郎監督）、ヒット[19]。
    - 東宝創立40周年を記念して「東宝40年作品リスト（映画・演劇・テレビ）」を発行[14]。
- 2月
  - 東京調布・日活撮影所で初の「ロマンポルノ新人女優オーディション」実施[23]。
  - 2月1日 - 東映動画、録音・編集などの業務を行う関連会社としてタバック設立[5]。
  - 2月10日 - 東映洋画部、立体ポルノ『淫魔』[24]を配給、ヒット[21]。
  - 2月14日 - 変動相場制移行にともない、米映画製作メジャースタジオによる日本での売上（ドル換算）が拡大、日本マーケットの重要性が高まる[14]。
  - 2月22日 - 東宝、東京・新宿東宝会館が電気使用合理化優秀者として東宝初の「通産省局長賞」受賞[19][14]。
- 3月
  - 文化庁の第1回優秀映画奨励金に次の10作品が選ばれ、各映画に1000万円が交付[4]。『忍ぶ川』・『軍旗はためく下に』・『海軍特別年少兵』・『故郷』・『恍惚の人』・『男はつらいよ 寅次郎夢枕』・『旅の重さ』・『讃歌』・『夏の妹』・『青幻記 遠い日の母は美しく』[4]。
  - 松竹、浪花座の2分割工事が完了し、浪花座と大阪ピカデリー劇場がオープン[11]。
  - 1972年12月発売の梶芽衣子歌唱「恨み節」がオリコンベストテン入り、30万枚のヒット[25]。
  - 3月17日 - 東映まんがまつり、『仮面ライダーV3』を軸にヒット[21]。
- 4月
  - 邦画4社直営・傍系のボウリング事業が前年対比で大幅に減収（ボウリングブーム後退、ゴルフ流行）[14]。
  - 4月4日 - 劇作家・菊田一夫（66歳）死去[11][26][20]。
  - 4月28日 - 『仁義なき戦い 広島死闘篇』（深作欣二監督） / 『狂走セックス族』（皆川隆之監督）封切、ヒット[21]。
  - 4月30日 - 作家・大佛次郎（75歳）死去[27][20][注 2]。
- 5月
  - 日活ロマンポルノ、摘発される[4]。
  - 5月16日 - 東京港区・成旺印刷本社ビル（芝園館跡）竣工[14]。
  - 5月26日 - 新宿東映劇場を2分割し、新宿東映劇場と新宿東映名画座として営業再開[21]。6月20日、浅草東映劇場と浅草東映名画座が同様に営業再開[21]。
- 6月
  - 6月2日 - 東映洋画部、『ハリウッドブルー 実録ポルノ裏面史』配給、公開か否か議論が沸騰しヒット[21]。
  - 6月3日 - 歌舞伎座、中村改め萬屋錦之介改姓披露興行[11][20]。
  - 6月4日 - 日活ポルノ映画事件第1回公判が東京地裁で開廷[14]。
  - 6月15日 - 東映動画、大韓民国・東紀製作所と委託保税加工貿易契約を締結[21]。技術スタッフを派遣、海外制作を開始[21]。
  - 6月25日 - 馬淵威雄東宝副社長、日活ポルノ映画批判に関して日活に謝罪、和解[14]。
- 7月
  - 大島渚監督主宰のプロダクション創造社解散[4]。
  - 7月18日 - 東映まんがまつり、『マジンガーZ対デビルマン』をメインにヒット[21]。
  - 7月19日 - 都興組（東京都興行生活衛生同業組合）が9月15日から1週間、老人を小人なみ料金とすることを決定[14]。
  - 7月31日 - 東映、経営悪化の14か所のボウリングセンターを8月末までに閉鎖[16]。残るは12センター、300レーン[28]。
- 8月
  - 松竹映配、業務停止[4]。
  - 8月11日 - 『山口組三代目』（山下耕作監督） / 『なみだ恋』（齋藤武市監督）封切、ヒット[21]。
- 9月
  - MGM日本支社、業務停止[4]。
  - 9月1日 - 松竹映配の業務を引継ぎ、「富士映画」発足[29]。
  - 9月8日 - 『人間革命』（舛田利雄監督）、有楽座を含む全国東宝洋画系ロードショー劇場12館で特別先行上映を実施、10月5日までに入場者数は51万人突破、興収は3億円突破と大盛況[14]。10月6日、全国一般公開スタート[14]。
  - 9月15日 - 東京・新宿東宝劇場跡に新宿レインボービレッジビル完成、同ビル収容の新宿スカラ座・新宿ビレッジ1・新宿ビレッジ2オープン[29][12]。
  - 9月25日 - 『仁義なき戦い 代理戦争』（深作欣二監督） / 『番格ロック』（内藤誠監督）封切、ヒット[21]。
- 10月
  - 10月7日 - 俳優・森雅之（62歳）死去[30][12]。
  - 10月27日 - 『現代任侠史』（石井輝男監督）封切
  - 10月29日 - 家庭用ソフト『フジフイルム・東映8ミリ映画劇場』発売[25]。
- 11月
  - 11月1日
    - 松竹、洋画、完成した邦画の買入れ強化、および富士映画のフリーブッキング強化を発表[29]。
    - 東京12チャンネル（現・テレビ東京、TX）、総合番組局として開局（前日付で日本科学技術振興財団テレビは廃局）[29]。
    - NET（現・テレビ朝日、EX）、総合番組局に移行[29]。

  - 11月16日 - キヌタ・ラボラトリー、「光映新社」と商号変更[29]。
  - 11月17日 - 東京美術センター、「東宝ビルト」と商号変更[29]。
  - 11月23日 - 俳優・早川雪洲死去[29]。
  - 11月29日 - 熊本県の大洋デパート火災、103人死亡[12]。
- 12月
  - 東京調布・日活撮影所内の「銀座オープンセット」で火災[23]。
  - 12月3日 - 全興連、政府の石油・電力緊急対策に協力し、営業時間短縮・劇場内の温度調節を行う[12]。
  - 12月22日 - 『燃えよドラゴン』（ロバート・クローズ監督）公開[29]。以後、主演のブルース・リーだけでなく、カンフー映画も大ブームとなる[29]。
  - 12月29日
    - 『日本沈没』（森谷司郎監督）、記録更新の大ヒット[29]。東宝配給部門の方向性転換のきっかけとなる[29]。公開当初『グアム島珍道中』と2本立公開だったが、上映期間中に一部劇場では1本立に変更[29]。
    - 『ゴルゴ13』（佐藤純彌監督） / 『女囚さそり 701号怨み節』（長谷部安春監督）封切[21]。
- 月日不詳
  - 映倫、反社会的テーマを新規準に加える[2]。

## 周年
- 創立50周年
  - ウォルト・ディズニー・プロダクション

## 日本の映画興行
- 入場料金（大人）
  - 800円[31]
  - 映画館・映画別
    - 800円（松竹、正月映画『男はつらいよ 寅次郎夢枕』）[32]
    - 800円（松竹、8月公開『男はつらいよ 寅次郎忘れな草』）[33]
    - 800円（有楽座、正月映画『ラ・マンチャの男』）[34]
    - 800円（丸の内ピカデリー、正月映画『十戒』、リバイバル公開）[35]
    - 800円（渋谷パンテオン、正月映画『007／ドクター・ノオ』、リバイバル公開）[36]

  - 751円（統計局『小売物価統計調査（動向編） 調査結果』[37] 銘柄符号 9341「映画観覧料」）[38]
- 入場者数 1億8532万人[15]
- 興行収入 926億8200万円[15]

| 配給会社 | 配給本数 | 配給本数 | 配給本数 | 年間配給収入 (単位：百万円) | 概要 |
| 配給会社 | 新作     | 再映     | 洋画     | 前年対比                    | 概要 |
| -------- | -------- | -------- | -------- | --------------------------- | --- |
| 松竹     | 40       | 40       | 40       | 3,945                       | ヒットした正月の『男はつらいよ 寅次郎夢枕』と8月の『男はつらいよ 寅次郎忘れな草』は異例のロング興行を実施。それに加えて、2回の旧作「男はつらいよ」リバイバル公開もヒット。寅さん以外では『同棲時代』がヒットしたが、『藍より青く』・『花と龍』・『花心中』・『しなの川』・『新・同棲時代』は失敗。 |
| 松竹     | 25       | 10       | 5        | 136.7%                      | ヒットした正月の『男はつらいよ 寅次郎夢枕』と8月の『男はつらいよ 寅次郎忘れな草』は異例のロング興行を実施。それに加えて、2回の旧作「男はつらいよ」リバイバル公開もヒット。寅さん以外では『同棲時代』がヒットしたが、『藍より青く』・『花と龍』・『花心中』・『しなの川』・『新・同棲時代』は失敗。 |
| 東宝     | 55       | 55       | 55       | 4,635                       | シナノ企画との提携大作『人間革命』（13億円）が1973年東宝最大の話題作となった。大規模な創価学会の組織動員が配給収入増加の最大の要因。ベストセラーとなり、恍惚ブームとなった『恍惚の人』を公開、封切配収で1億円を稼ぐ。『朝やけの詩』は前年の『忍ぶ川』に及ばす、異色作『日本侠花伝』は失敗。東宝はヒット・シリーズを持たないので安定性を欠くが、〔それを補う〕大作主義が軌道に乗った。                                                                         |
| 東宝     | 50       | 5        | -        | 149.7%                      | シナノ企画との提携大作『人間革命』（13億円）が1973年東宝最大の話題作となった。大規模な創価学会の組織動員が配給収入増加の最大の要因。ベストセラーとなり、恍惚ブームとなった『恍惚の人』を公開、封切配収で1億円を稼ぐ。『朝やけの詩』は前年の『忍ぶ川』に及ばす、異色作『日本侠花伝』は失敗。東宝はヒット・シリーズを持たないので安定性を欠くが、〔それを補う〕大作主義が軌道に乗った。                                                                         |
| 東映     | 65       | 65       | 65       | 7,385                       | 東映の強みは、従来の任侠路線、新路線の実録物、併映にポルノ映画と硬派・軟派取り揃えた強力番組を有すること。実録の『仁義なき戦い』・『仁義なき戦い 広島死闘篇』・『仁義なき戦い 代理戦争』が大ヒット。主要館で2週間番組から3週間のロング興行になり、1973年を代表するシリーズとなった。8月公開の実録路線の『山口組三代目』が正月映画の成績を上回るという前代未聞のヒット。任侠のスター鶴田浩二の主演作はなく、実録の菅原文太が東映のエースの座に収まりつつある。 |
| 東映     | 62       | 3        | -        | 118.9%                      | 東映の強みは、従来の任侠路線、新路線の実録物、併映にポルノ映画と硬派・軟派取り揃えた強力番組を有すること。実録の『仁義なき戦い』・『仁義なき戦い 広島死闘篇』・『仁義なき戦い 代理戦争』が大ヒット。主要館で2週間番組から3週間のロング興行になり、1973年を代表するシリーズとなった。8月公開の実録路線の『山口組三代目』が正月映画の成績を上回るという前代未聞のヒット。任侠のスター鶴田浩二の主演作はなく、実録の菅原文太が東映のエースの座に収まりつつある。 |
| 日活     | 99       | 99       | 99       | 1,927                       | 一般映画の大作『戦争と人間 完結篇』は配給収入4億円と成功したが、同じく大作『陽は沈み陽は昇る』は0.7億円と失敗し明暗を分けた。秋公開の『四畳半襖の下張』は日活ロマンポルノ事件やワイセツ論争のおかげで話題となりロマンポルノ初の17日間ロング興行となった。ロマン・ポルノの配給収入は増加し、映画の製作・配給のみなら収支トントンの状態だが、累積赤字は67億円と膨大。スウェーデンでのポルノ製作も失敗した。                                                     |
| 日活     | 89       | 9        | 1        | 128.5%                      | 一般映画の大作『戦争と人間 完結篇』は配給収入4億円と成功したが、同じく大作『陽は沈み陽は昇る』は0.7億円と失敗し明暗を分けた。秋公開の『四畳半襖の下張』は日活ロマンポルノ事件やワイセツ論争のおかげで話題となりロマンポルノ初の17日間ロング興行となった。ロマン・ポルノの配給収入は増加し、映画の製作・配給のみなら収支トントンの状態だが、累積赤字は67億円と膨大。スウェーデンでのポルノ製作も失敗した。                                                     |

年間配給収入の出典: 東宝 編『東宝75年のあゆみ 1932 - 2007 資料編』（PDF）東宝、2010年4月、48頁。
上記以外の出典:「1973年度日本映画/外国映画業界総決算」『キネマ旬報』1974年（昭和49年）2月決算特別号、キネマ旬報社、1974年、94 - 105頁。

## 各国ランキング

### 日本配給収入ランキング
日本映画は正確な数字が発表されていない。以下、邦画配給会社別の好稼働番組を挙げる。
- 松竹
  - 男はつらいよ 寅次郎夢枕
  - 男はつらいよ 寅次郎忘れな草
- 東宝
  - 人間革命 - 配給収入13億円
  - 恍惚の人
- 東映
  - 仁義なき戦い
  - 仁義なき戦い 広島死闘篇
  - 仁義なき戦い 代理戦争
- 日活
  - 戦争と人間 完結篇 - 配給収入4億円[44]

| 順位 | 題名                       | 製作国                                           | 配給                       | 配給収入     |
| ---- | -------------------------- | ------------------------------------------------ | -------------------------- | ------------ |
| 1    | ポセイドン・アドベンチャー | アメリカ合衆国の旗                               | 20世紀フォックス           | 11億0000万円 |
| 2    | 007/死ぬのは奴らだ         | イギリスの旗 · アメリカ合衆国の旗                | ユナイテッド・アーティスツ | 08億3000万円 |
| 3    | ゲッタウェイ               | アメリカ合衆国の旗                               | 東和                       | 07億2000万円 |
| 4    | バラキ                     | イタリアの旗 · フランスの旗                      | ヘラルド                   | 06億7000万円 |
| 5    | 街の灯 （リバイバル）      | アメリカ合衆国の旗                               | 東和                       | 03億2000万円 |
| 6    | ラストタンゴ・イン・パリ   | イタリアの旗 · フランスの旗 · アメリカ合衆国の旗 | ユナイテッド・アーティスツ | 03億1800万円 |
| 7    | 十戒 （リバイバル）        | アメリカ合衆国の旗                               | CIC                        | 03億1200万円 |
| 8    | ジョニーは戦場へ行った     | アメリカ合衆国の旗                               | ヘラルド                   | 03億0000万円 |
| 9    | ジャッカルの日             | イギリスの旗 · フランスの旗 · アメリカ合衆国の旗 | CIC                        | 02億7200万円 |
| 10   | ベン・ハー （リバイバル）  | アメリカ合衆国の旗                               | ＭＧＭ                     | 02億7100万円 |

出典:『キネマ旬報ベスト・テン85回全史 1924-2011』キネマ旬報社〈キネマ旬報ムック〉、2012年5月、312頁。ISBN 978-4873767550。

### 北米興行収入ランキング
| 順位 | 題名                     | スタジオ                   | 興行収入     | 出典   |
| ---- | ------------------------ | -------------------------- | ------------ | ------ |
| 1.   | スティング               | ユニバーサル映画           | $156,000,000 | [ 49 ] |
| 2.   | エクソシスト             | ワーナー・ブラザース       | $128,000,000 | [ 50 ] |
| 3.   | アメリカン・グラフィティ | ユニバーサル映画           | $96,300,000  | [ 51 ] |
| 4.   | パピヨン                 | アライド・アーティスツ     | $53,267,000  | [ 52 ] |
| 5.   | 追憶                     | コロンビア ピクチャーズ    | $45,000,000  | [ 53 ] |
| 6.   | ダーティハリー2          | ワーナー・ブラザース       | $39,768,000  | [ 54 ] |
| 7.   | ラストタンゴ・イン・パリ | ユナイテッド・アーティスツ | $36,144,000  | [ 55 ] |
| 8.   | 007/死ぬのは奴らだ       | ユナイテッド・アーティスツ | $35,377,836  | [ 56 ] |
| 9.   | ロビン・フッド           | ウォルト・ディズニー       | $32,056,467  | [ 57 ] |
| 10.  | ペーパー・ムーン         | パラマウント映画           | $30,933,743  | [ 58 ] |

## 日本公開映画
1973年の日本公開映画を参照。

## 受賞
- 第46回アカデミー賞
  - 作品賞 - 『スティング』
  - 監督賞 - ジョージ・ロイ・ヒル（『スティング』）
  - 主演男優賞 - ジャック・レモン（『セイブ・ザ・タイガー』）
  - 主演女優賞 - グレンダ・ジャクソン（『ウィークエンド・ラブ』）

- 第31回ゴールデングローブ賞
  - 作品賞 (ドラマ部門) - 『エクソシスト』、『スティング』
  - 主演女優賞 (ドラマ部門) - マーシャ・メイソン（『シンデレラ・リバティー/かぎりなき愛』）
  - 主演男優賞 (ドラマ部門) - ジャック・レモン（『セイブ・ザ・タイガー』）
  - 作品賞 (ミュージカル・コメディ部門) - 『アメリカン・グラフィティ』
  - 主演女優賞 (ミュージカル・コメディ部門) - グレンダ・ジャクソン（『ウィークエンド・ラブ』）
  - 主演男優賞 (ミュージカル・コメディ部門) - ジョージ・シーガル（『ウィークエンド・ラブ』）
  - 監督賞 - ウィリアム・フリードキン（『エクソシスト』）

- 第39回ニューヨーク映画批評家協会賞 - 『アメリカの夜』

- 第26回カンヌ国際映画祭
  - グランプリ - 『スケアクロウ』（ジェリー・シャッツバーグ）、『雇い人』（アラン・ブリッジス）
  - 男優賞 - ジャンカルロ・ジャンニーニ（『FILM D'AMORE E D'ANARCHIE』）
  - 女優賞 - ジョアン・ウッドワード（『THE EFFECT OF GAMMAN RAYS ON MAN-IN-THE-MOON MARIGOLDS』）

- 第23回ベルリン国際映画祭
  - 金熊賞 - 『遠い雷鳴』 (サタジット・レイ)

- 第47回キネマ旬報ベスト・テン
  - 外国映画第1位 - 『スケアクロウ』
  - 日本映画第1位 - 『津軽じょんがら節』

- 第28回毎日映画コンクール
  - 日本映画大賞 - 『津軽じょんがら節』

- 第28回文化庁芸術祭大賞
  - 映画部門（日本記録映画） - 『色鍋島』[59]
  - 映画部門（外国映画） - 『叫びとささやき』[60][61]

## 誕生
- 1月5日 - 櫻井淳子、日本の女優
- 1月8日 - 市川染五郎 (7代目)、日本の歌舞伎役者、俳優
- 1月11日 - 深津絵里、日本の女優
- 1月16日 - 田村英里子、日本の歌手・女優
- 1月17日 - りょう、日本の女優
- 1月18日 - 中山忍、日本の女優
- 2月9日 - 新海誠、日本のアニメーション監督
- 3月24日 - 丹下桜、日本の声優
- 4月3日 - 大泉洋、日本の俳優
- 4月6日 - 宮沢りえ、日本の女優
- 4月21日 - 小西克幸、日本の声優
- 5月29日 - 金田朋子、日本の声優
- 7月16日 - 袴田吉彦、日本の俳優
- 7月20日 - 小川範子、日本の女優
- 8月13日 - 篠原涼子、日本の女優
- 9月15日 - 藤谷美紀、日本の女優
- 10月3日 - ネーヴ・キャンベル、カナダの女優
- 10月11日 - 金城武、台湾・日本の俳優
- 10月13日 - 松嶋菜々子、日本の女優
- 10月14日 - 堺雅人、日本の俳優
- 11月26日 - 前川泰之、日本の俳優
- 11月27日 - 浅野忠信、日本の俳優
- 12月19日 - 反町隆史、日本の俳優
- 12月20日 - 桜井幸子、日本の女優
- 12月26日 - 中江有里、日本の女優

## 死去
| 日付 | 日付 | 名前                         | 国籍                          | 年齢 | 職業                 |
| 1月  | 26日 | エドワード・G・ロビンソン    | アメリカ合衆国の旗            | 79   | 俳優                 |
| 1月  | 30日 | ジャック・マッゴーラン       | アイルランドの旗              | 54   | 俳優                 |
| 2月  | 22日 | カティナ・パクシノワ         | ギリシャの旗                  | 72   | 女優                 |
| 3月  | 10日 | ロバート・シオドマーク       | アメリカ合衆国の旗            | 72   | 映画監督             |
| 3月  | 26日 | ノエル・カワード             | イギリスの旗                  | 73   | 俳優・作家・映画監督 |
| 5月  | 11日 | レックス・バーカー           | アメリカ合衆国の旗            | 54   | 俳優                 |
| 5月  | 29日 | P・ラムリー                  | マレーシアの旗                | 44   | 俳優                 |
| 7月  | 2日  | ベティ・グレイブル           | アメリカ合衆国の旗            | 56   | 女優                 |
| 7月  | 7日  | ヴェロニカ・レイク           | アメリカ合衆国の旗            | 53   | 女優                 |
| 7月  | 11日 | ロバート・ライアン           | アメリカ合衆国の旗            | 63   | 俳優                 |
| 7月  | 12日 | ロン・チェイニー・ジュニア   | アメリカ合衆国の旗            | 67   | 俳優                 |
| 7月  | 18日 | ジャック・ホーキンス         | イギリスの旗                  | 62   | 俳優                 |
| 7月  | 20日 | ブルース・リー               | 香港の旗                      | 32   | 俳優                 |
| 7月  | 29日 | アンリ・シャリエール         | フランスの旗                  | 66   | 作家・俳優           |
| 8月  | 2日  | ジャン＝ピエール・メルヴィル | フランスの旗                  | 55   | 映画監督             |
| 8月  | 31日 | ジョン・フォード             | アメリカ合衆国の旗            | 79   | 映画監督             |
| 9月  | 13日 | ベティ・フィールド           | アメリカ合衆国の旗            | 60   | 女優                 |
| 9月  | 26日 | アンナ・マニャーニ           | イタリアの旗                  | 65   | 女優                 |
| 10月 | 7日  | 森雅之                       | 日本の旗                      | 62   | 俳優                 |
| 10月 | 21日 | 小田基義                     | 日本の旗                      | 64   | 映画監督             |
| 11月 | 23日 | 早川雪洲                     | 日本の旗                      | 87   | 俳優                 |
| 11月 | 23日 | コンスタンス・タルマッジ     | アメリカ合衆国の旗            | 76   | 女優                 |
| 11月 | 25日 | ローレンス・ハーヴェイ       | リトアニアの旗 · イギリスの旗 | 45   | 俳優                 |
| 12月 | 22日 | 浪花千栄子                   | 日本の旗                      | 66   | 女優                 |
| 12月 | 26日 | ウィリアム・ヘインズ         | アメリカ合衆国の旗            | 73   | 俳優                 |